# 可汗
| Khagan        |               |
| 中文          |               |
| 漢字          | 可汗          |
| 拼音（叶音）  | kèhán         |
| 注音符號      | ㄎㄜˋ ㄏㄢˊ   |
| 粵語拼音      | hak1 hon4     |
| 古突厥語      |               |
| 突厥字母      | 𐰴𐰍𐰣           |
| 轉寫          | kaγan         |
| 土耳其語      |               |
| 奥斯曼文      |               |
| 拉丁字母      | kağan         |
| 俄語          |               |
| 西里爾字母    | каган         |
| 拉丁轉寫      | kagan         |
| 蒙古語        |               |
| 西里爾字母    | хаан          |
| 轉寫:         | khaan         |
| 蒙古字母      | ᠬᠠᠭᠠᠨ         |
| 轉寫:         | qaγan, khagan |
| 匈牙利語      |               |
| 拉丁字母      | kagán         |
| 波斯語        |               |
| 波斯文        |               |
| 韓語          |               |
| 諺文          |               |
| 轉寫          | khagan / khan |
| 馬科恩-賴肖爾 | kahan         |

可汗（拼音：（叶音）；古突厥語： Qaghan，八思巴文：ꡢꡖꡋ，秘史记音：中合罕）或大汗，又譯為可寒、合罕，通黑汗，統治者頭銜，原意王朝、神灵和上天，類似漢語所說的天子，或是皇帝。
可汗為位於欧亚大草原游牧部落的一個歷史頭銜，汗國的統治者，用來代指酋長或統治者，廣泛使用於遊牧民族地區，在古代鲜卑、回纥、柔然、高车、突厥、吐谷浑、铁勒、女真等建立的汗国，其君主或最高政治首领皆称可汗或大汗。

## 起源
可汗最早的記錄出现于3世纪（283-289年間），鲜卑部落首次使用“可汗”作為其首領的頭銜，最初，可汗只領導相對較小的部落實體，通常在廣闊的蒙古和中國北方草原中或附近，游牧民族幾乎無窮無盡的遊行進入鄰近定居地區的歷史。有些人在一段時間內設法建立了一些重要的公國，因為他們的軍事力量一再證明對東亞和中亞等地區的國家構成嚴重威脅。
“可汗”最早在鲜卑系的柔然人中使用，据《宋书》记载乙那娄与慕容吐谷浑对话，称吐谷浑为“可寒”：
楼喜拜曰：「处可寒」。虏言「处可寒」，宋言尔官家也。即使所从二千骑共遮马令回，不盈三百步，欻然悲鸣突走，声若颓山。如是者十餘辈，一向一远。楼力屈，又跪曰：「可寒，此非復人事。」浑谓其部落曰：「我兄弟子孙，并应昌盛，廆当传子及曾孙玄孙，其间可百餘年，我乃玄孙间始当显耳。」於是遂西附阴山。
此外著名的北魏太武帝时期的嘎仙洞石壁祝文有「皇祖先可寒」、「皇妣先可敦」，柔然覆灭后其變體出現在古突厥（Göktürks），在塞爾柱帝國，它是最高的貴族頭銜，高於馬利克（阿拉伯语的“國王”）和埃米爾（王子）。
Dybo（2007）根据 Benveniste（1966）的观点，认为“Khagan”的最终词源来自中古伊朗语 *hva-kama-“自治者，皇帝”。Savelyev 和 Jeong（2020）指出，“Khagan”及其对应的女性词“Khatun”的词源都可能源自东伊朗语言，特别是源自“早期萨卡语 *hvatuñ，参见经证实的粟特语单词 xwt'w 'ruler' (< *hva-tāvya-) 和 xwt'yn '统治者的妻子 ' (< *hva-tāvyani)”。
在蒙古帝國“汗”表示一個部落的統治者，而所有蒙古人的統治者是可汗或大可汗。這個頭銜的重要性隨後下降。在薩法維王朝，這是省長的頭銜，而在蒙兀兒帝國，這是僅限朝臣的高級貴族。在蒙兀兒帝國垮台後，它被濫用並降格成為一個氏族稱號。
蒙古及突厥语中“汗”是部落或军事领袖的意思。“可汗”有“大汗”或“诸汗之汗”的意思，由柔然汗国开始用作君主称号，代替了匈奴的“单于”称号。在花剌子模，可汗是對總督的敬稱。在当代的土耳其，“可汗”（Kağan或Kaan）是常见的名字（当代土耳其语“ğ”近乎无声），在当代的巴基斯坦與阿富汗，“汗”（Khan）也是一个姓氏。

## 历史
「可汗」作为一国之主的称号最早始于公元402年柔然首领社崘自称「丘豆伐可汗」。《隋书》录沙钵略在給隋文帝信中自称“伊利俱卢设莫何始波罗可汗”，隋文帝复信中亦称对方“伊利俱卢设莫何沙钵略可汗”。
漢人君主也稱可汗，但非自稱，《乐府诗集·木兰诗》即有：“昨夜见军帖，可汗大点兵。”之句，但北魏乃鮮卑建立的政權，隋文帝與隋煬帝被东突厥人称为「圣人莫緣可汗」，但此可汗非彼可汗，只是一人（即启民可汗）对隋朝皇帝之尊称；中国皇帝被广大的突厥语族部落称为可汗要等到7世纪唐太宗之时。唐朝貞觀四年，擊敗東突厥後，西域各國君主在長安尊唐太宗為“天可汗”，貞觀二十一年灭薛延陀第二次在灵州被15部铁勒诸部酋长尊为天可汗，其地位在游牧民族语义中比圣人可汗还高，“天”在突厥语中具有很高尚、有权力的含义，其后在中亚掌权的突厥国王吐火罗叶护、石国吐屯王也称唐玄宗为“天可汗”，在安史之乱后唐代宗也被回纥人药葛罗称为“天可汗”：
四夷君长诣阙请上为天可汗，上曰：「我为大唐天子，又下行可汗事乎？」群臣及四夷皆称万岁。是后以玺书赐西北君长，皆称天可汗。——《资治通鉴卷一百九十三》（630年）
上至灵州，敕勒诸部俟斤遣使相继诣灵州者数千人，咸云：「愿得天至尊为奴等天可汗，子子孙孙常为天至尊奴，死无所恨。」——《资治通鉴卷一百九十八》（647年）
奴身罪逆不孝，慈父身被大食统押。应彻天聪，颂奉天可汗进旨云：「大食欺侵，我即与你气力。」奴身今被大食重税，欺苦实深。若不得天可汗救活，奴身自活不得，国土必遭破散，求防守天可汗西门不得。伏望天可汗慈悯，与奴身多少气力，使得活路。又承天可汗处分突厥施可汗云：「西头事委你，即须发兵除却大食。」其事若实，望天可汗却垂处分奴身，缘大食税急，不求得好物奉进，望天可汗照之。所欲驱遣奴身，及须已西方物，并请处分奴身，一一头戴，不敢怠慢。——《请讨大食表》（727年），吐火罗叶护·阿史那支汗那
奴身千代已来，忠赤于国，只如突厥骑施可忠赤之日，部落安贴，后背天可汗，脚底火起。今突厥属天可汗，在于西头为患，唯有大食，莫逾突厥。伏乞天恩不弃突厥部落，打破大食，诸国自然安贴。——《请讨大食表》（741年），石国王·伊捺吐屯屈勒
药葛罗曰：「怀恩欺我，言天可汗已晏驾，令公亦捐馆，中国无主，我是以敢与之来。今知天可汗在上都，令公复总兵于此，怀恩又为天所杀，我曹岂肯与令公战乎！」——《资治通鉴卷二百二十三》（765年）

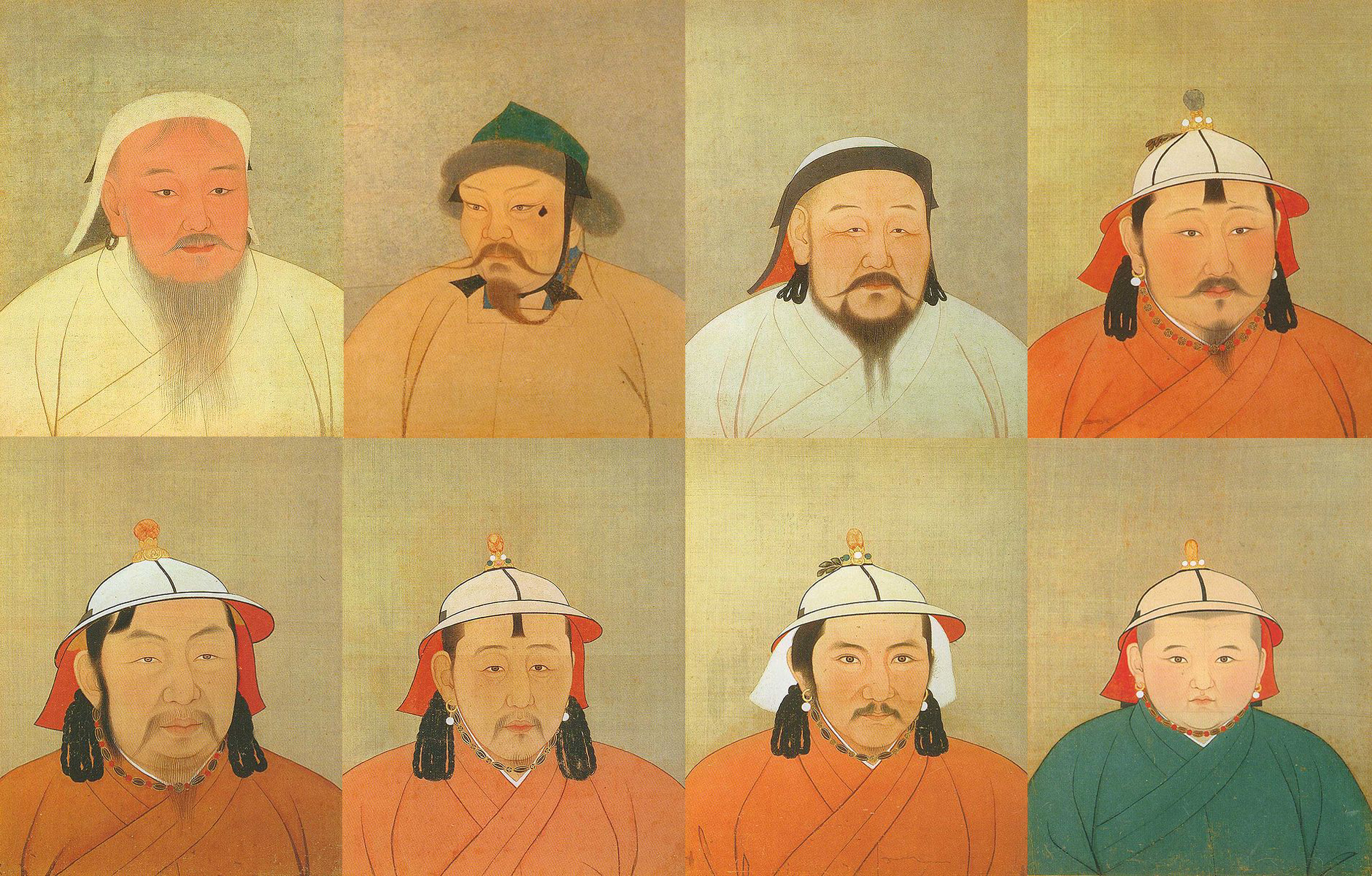
蒙古大汗御真

从蒙古帝国时代开始，蒙古族的最高首领称为大汗（合罕），等于皇帝，高于“汗”。蒙古帝国分裂后，元朝皇帝作为中国皇帝并兼任名义上的蒙古大汗，其后的北元政权亦在名义上继承了蒙古大汗的称号。根据对蒙元时期畏兀儿蒙古文史料的分析，最初“汗”（qan）与“合罕”（qahan）在含义上没有明显的区别，区别在发音长短的不同，被蒙古人混合使用，直到后期“合罕”的等级才高于“汗”。明代后期的蒙古诸部之中，俺答等封建主即使用与蒙古大汗相同的“合罕”称号。
“中国可汗”（羅馬化：Khāqān-i Chīn）这个指代中国君主（即皇帝）并作为权力的象征的称谓出现在中世纪的突厥-波斯文化文学作品，包括11世纪著名的波斯史诗《列王紀》，其中名為《罗斯坦与中国可汗之战》的英雄傳說描繪了中国可汗在图兰人的帮助下率领他的军队与伊朗军队作战，並被羅斯坦擊敗的故事。这些作品曾在大伊朗、中亚和新疆等地广泛流通。在清朝统治新疆期间，当地以维吾尔族为主的突厥穆斯林臣民（以及周围如浩罕汗国之类的穆斯林汗国）将清朝统治者与这个名称联系在一起，通常将清朝皇帝称为中国可汗。

## 小可汗
古突厥在多汗共存期间，无论等级如何均称“可汗”。西突厥处罗可汗立小可汗，置二人，分统所部。在大可汗统辖下的可汗，也称为小可汗。比如突厥分裂之前的西部室点密可汗、达头可汗、阿波可汗，东突厥颉利可汗时代的突利可汗等。

## 可汗相關術語
- Khanzadeh  – 王子，可汗的兒子
- Khanbikeh  – 女王，可汗的妻子
- 汗八里（大都） - 元朝首都，後來發展成為現代北京。
- Ilkhan（英语：Ilkhan）（伊尔汗）
- 可敦 - 可汗夫人，相當於女性的可汗